# Rene Auberjonois
René Murat Auberjonois, más conocido como René Auberjonois (Nueva York, 1 de junio de 1940-Los Ángeles, 8 de diciembre de 2019), fue un actor estadounidense.
Entre sus interpretaciones más destacadas se cuentan la de Padre Mulcahy en la película MASH, posteriormente convertida en serie televisiva, y personajes recurrentes como Clayton Endicott III en Benson, Odo en Star Trek: Deep Space Nine, y el abogado Paul Lewiston en Boston Legal.
Murió a la edad de 79 años de cáncer de pulmón metastásico.

## Infancia y entorno familiar
Auberjonois nació en Nueva York, hijo de la princesa Laure Louise Napoléone Eugénie Caroline Murat, tataranieta de Murat, rey de Nápoles, quien era, además, cuñado de Napoleón Bonaparte. Su padre, Fernand Auberjonois, nacido en Suiza, era periodista y escritor, mientras que su abuelo fue un pintor post-impresionista.
Después de la finalización de la Segunda Guerra Mundial la familia se trasladó a París, donde René decidió dedicarse a la actuación.
Después de algunos años en Francia, la familia regresó a Estados Unidos, y se radicó en Rockland County, en el Estado de Nueva York, donde vivían otros artistas reconocidos como Burgess Meredith, John Houseman, y Helen Hayes. Esta colonia de artistas reafirmó la decisión de Auberjonois de continuar actuando, y le permitió realizar contactos que le ayudaron en su carrera.
John Houseman tuvo especial influencia sobre el joven, y le dio trabajo en el teatro como aprendiz, cuando contaba apenas con 16 años. Volvieron a trabajar juntos cuando Auberjonois dio clases de actuación a las órdenes de Houseman en la Juilliard School, y Auberjonois reconoció durante una entrevista en 1993 que Houseman fue la persona que más había influido en su carrera.[cita requerida].
La familia Auberjonois también vivió durante un tiempo en Londres, Inglaterra, donde Auberjonois completó la secundaria mientras estudiaba interpretación. Posteriormente Auberjonois realizó estudios universitarios y se graduó en el Carnegie Institute of Technology (actualmente Carnegie Mellon University).

### Matrimonio e hijos
René Auberjonois se casó con Judith Mihalyi el 19 de octubre de 1963, y tuvo dos hijos, Tessa y Remy, ambos actores.

## Carrera

### Actividad teatral

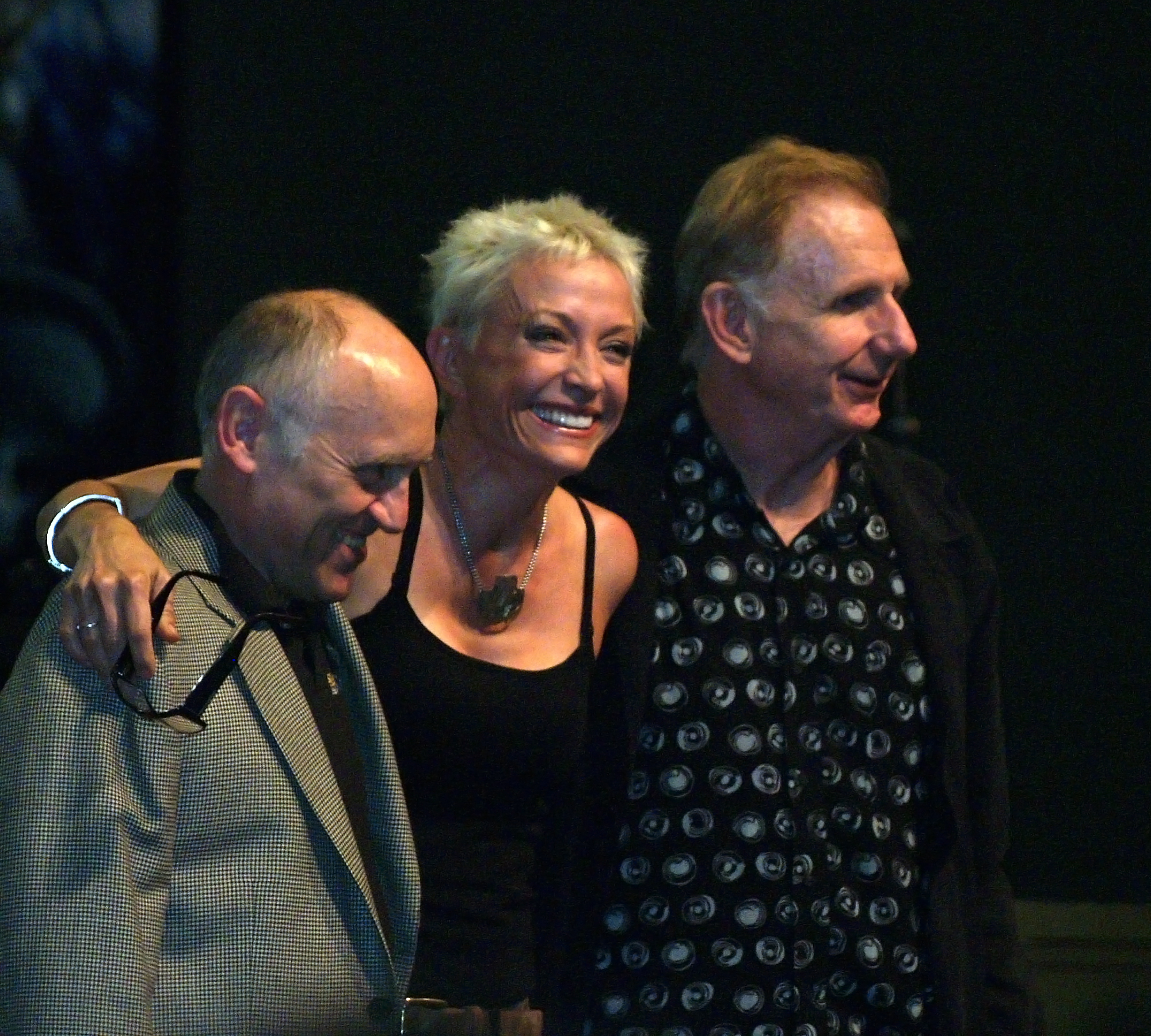

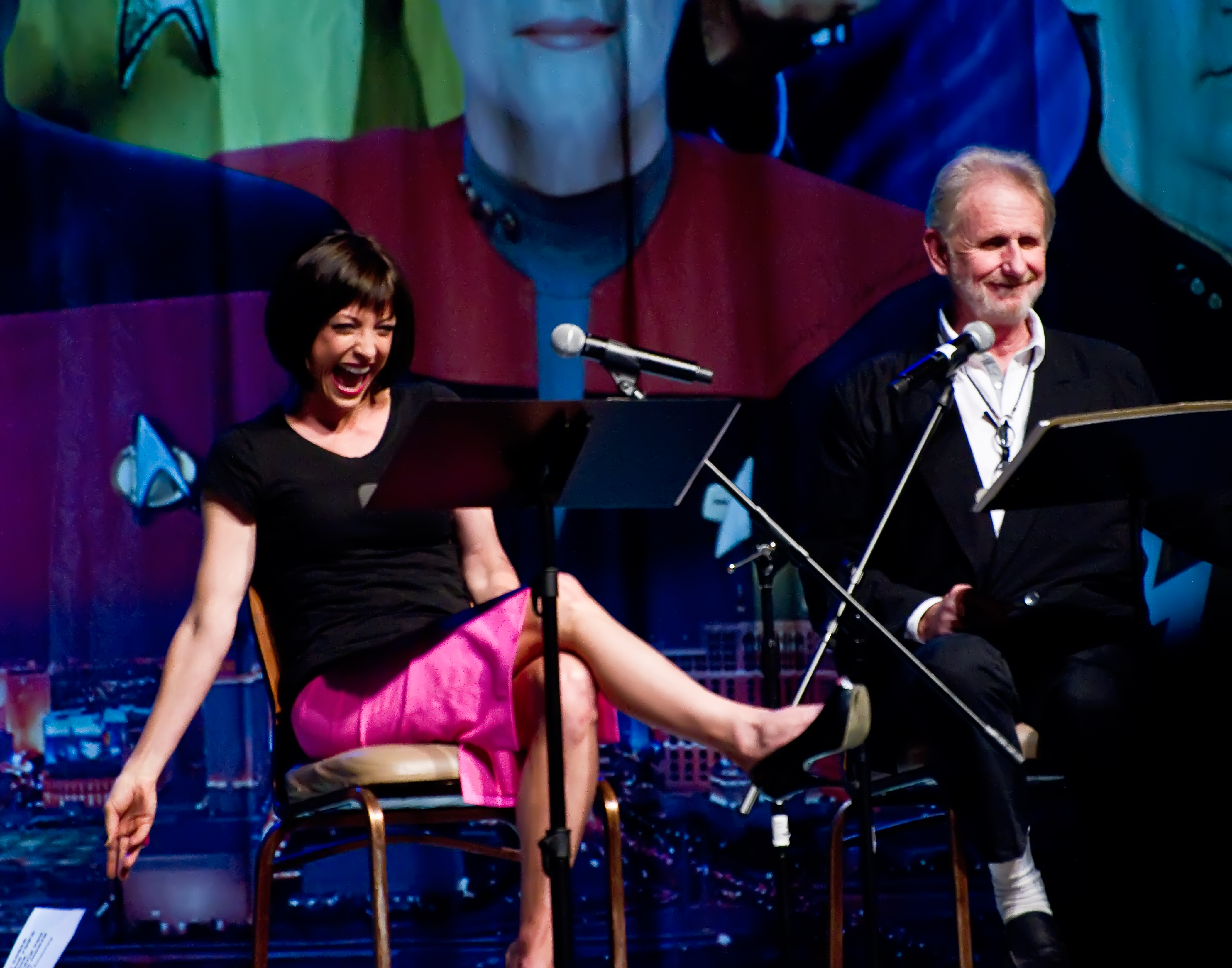

Luego de la universidad, Auberjonois trabajó con varias compañías teatrales, comenzando en la prestigiosa Arena Stage en Washington D.C.. Viajó entre Los Ángeles y Nueva York debido a su trabajo en numerosas producciones teatrales. Auberjonois participaba de la American Conservatory Theatre en San Francisco, el Mark Taper Forum de Los Ángeles, y la Brooklyn Academy of Music Repertory Company en New York. Fue miembro de los Peninsula Players durante su programación de verano del año 1962.
Posteriormente Auberjonois obtuvo roles en Broadway durante 1968, y apareció en tres obras en simultáneo: como el bufón en la versión del El rey Lear adaptada por Lee J. Cobb (la producción más representada en continuo en la historia de Broadway), como Ned en A Cry of Players (el rol antagónico al de Frank Langella), y como Marco en Fire!. Al año siguiente, obtuvo un Premio Tony por su actuación como Sebastian Baye acompañando a Katharine Hepburn en el musical Coco.  Obtuvo otras nominaciones al Tony por The Good Doctor de Neil Simon (en 1973, como antagonista de Christopher Plummer); su papel de Duque en el musical Big River de 1984 donde ganó el Drama Desk Award y por su memorable doble papel de Buddy Fidler/Irwin S. Irving en City of Angels de 1989.
Otras apariciones en obras de Broadway fueron: Malvolio en Twelfth Night de 1972; Scapin en el musical Tricks de 1973; Gregor Samsa en Metamorphosis de 1989; Profesor Abronsius en Dance of the Vampires; y Jethro Crouch en Sly Fox de 2004.
Auberjonois ha actuado en el Mark Taper Forum como Malvolio en Twelfth Night y Konstantín Stanislavski en Chéjov en Yalta.  Como miembro de la compañía Second Drama Quartet, ha realizado giras con Ed Asner, Dianne Wiest, y Harris Yulin. También apareció en la obra Every Good Boy Deserves Favor, de Tom Stoppard y André Previn, en el Kennedy Center y la Metropolitan Opera. Además protagonizó la versión teatral de Frost/Nixon que dio origen a la película de Ron Howard en 2008.
Auberjonois debutó en la compañía Shakespeare Theatre Company con el papel principal de la obra de Molière El enfermo imaginario, el 27 de julio de 2008.
Además de todo ello, también ha dirigido numerosas producciones teatrales.

### Películas
Después de MASH, los papeles cinematográficos de Auberjonois han incluido al gánster Tony en Loca academia de policía 5: Assignment Miami Beach (1988) y al reverendo Oliver en El patriota (2000, protagonizada por Mel Gibson). Ha tenido algunos cameos tirando a exóticos en una serie de películas, entre ellos el Dr. Burton, un médico psiquiátrico modelado según Tim Burton, en Batman Forever, y un experto en aves que poco a poco se transforma en pájaro en la película de Robert Altman Brewster McCloud (1970). Hizo un cameo como coronel West en la película Star Trek VI: The Undiscovered Country. Otras apariciones notables incluyen McCabe & Mrs. Miller (1971, protagonizada por Warren Beatty), El Hindenburg (1975, coprotagonizada por George C. Scott), el primer remake de King Kong (1976), The Big Bus (1976), The Eyes of Laura Mars (1978), Where the Buffalo Roam (1980), Eulogy, The Feud (1989), El Inspector Gadget (1999) y The Patriot. Auberjonois también interpretó el personal de Straight Hollander en la película de 1993 de Miramax La balada del pequeño Jo. En 2004 hizo la voz de "Bio-Constrictor" para Max Steel: Endangered Species. Puso la voz al Chef Louis de las películas de La Sirenita en sus 1ª y 2.ª partes, al mayordomo de Joseph: Rey de los Sueños, y al conserje en Planes: Fire & Rescue.

### Televisión

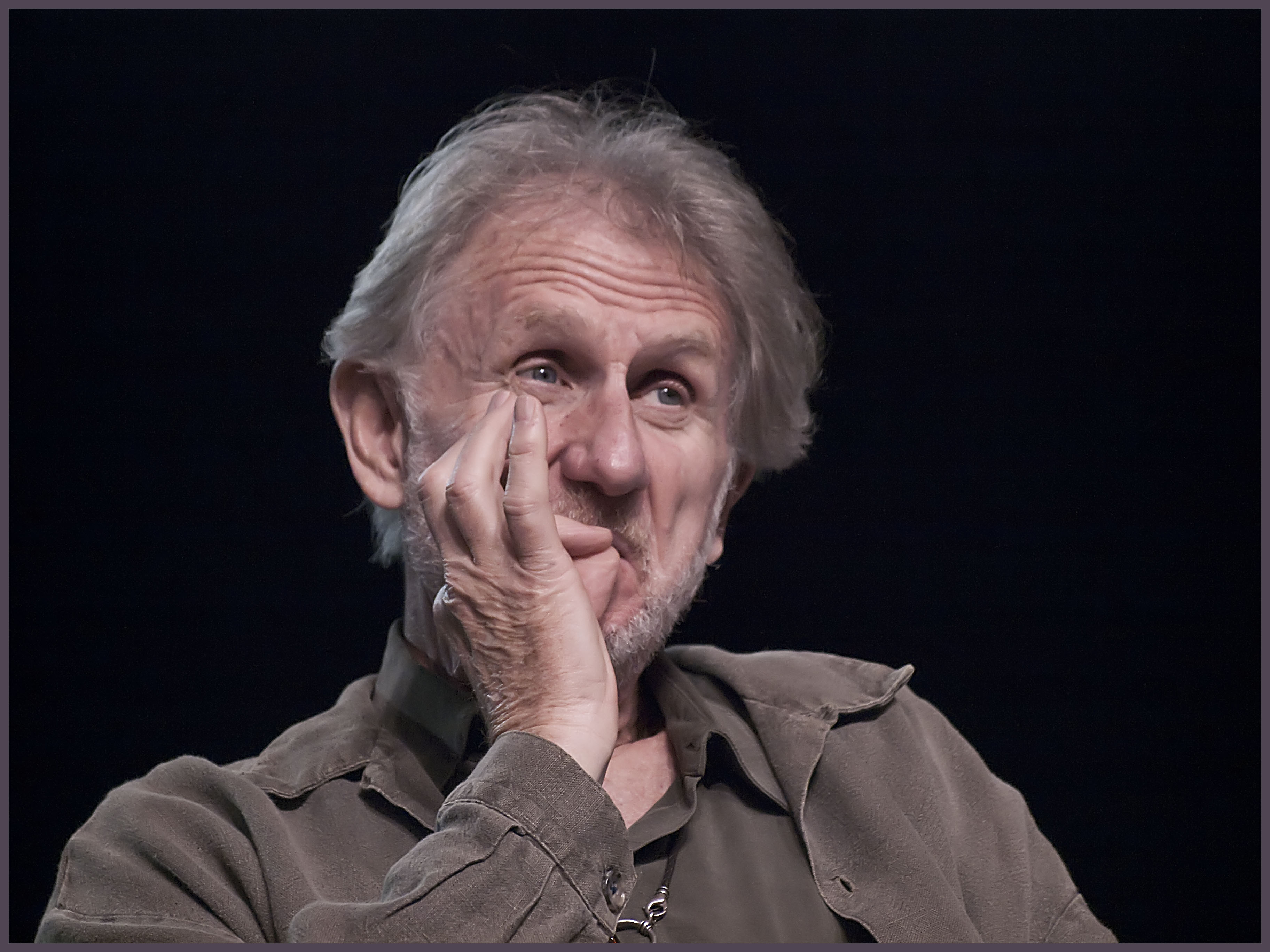

Además de ser una presencia habitual en tres series de televisión encuadradas dentro de tres géneros distintos (Benson (comedia), Star Trek: Deep Space 9 (ciencia ficción) y Boston Legal (drama legal), Auberjonois ha sido estrella invitada en series de televisión como The Rockford Files, Charlie´s Angels, The Jeffersons, The Outer Limits, Night Gallery, Matlock, Murder, She Wrote, Frasier, Judging Amy, Chicago Hope, Star Trek: Enterprise, Stargate SG-1, The Practice (por la que recibió otra nominación al Emmy, interpretando un personaje diferente al que había interpretado en The Practice, spinoff de Boston Legal), y Saving Grace. Sus apariciones en películas de televisión incluyen Geppetto, The Kid de Gore Vidal, el remake del clásico A Connecticut Yankee in King Arthur's Court, y la miniserie Sallie Hemings: An American Scandal (2000). Recibió su tercera nominación a los premios Award por su caracterización en Sleepy Hollow de ABC.

## Filmografía

### Actuación en vivo
| Año  | Título                                   | Rol                                   | Notas         |
| ---- | ---------------------------------------- | ------------------------------------- | ------------- |
| 1964 | Lilith                                   | Howie                                 | Sin acreditar |
| 1968 | Petulia                                  | Fred Six                              | Sin acreditar |
| 1970 | M*A*S*H                                  | Padre John Patrick "Dago Red" Mulcahy |               |
| 1970 | Brewster McCloud                         | The Lecturer                          |               |
| 1971 | McCabe & Mrs. Miller                     | Pat Sheehan                           |               |
| 1972 | Images                                   | Hugh                                  |               |
| 1972 | Pete 'n' Tillie                          | Jimmy Twitchell                       |               |
| 1975 | The Hindenburg                           | Mayor Napier                          |               |
| 1976 | The Big Bus                              | Padre Kudos                           |               |
| 1976 | King Kong                                | Roy Bagley                            |               |
| 1978 | Eyes of Laura Mars                       | Donald Phelps                         |               |
| 1980 | Where the Buffalo Roam                   | Harris                                |               |
| 1986 | 3:15 The Moment of Truth                 | Director Horner                       |               |
| 1986 | The Christmas Star                       | Sr. Sumner                            |               |
| 1987 | My Best Friend Is a Vampire              | Modoc                                 |               |
| 1987 | Walker                                   | Mayor Siegfried Henningson            |               |
| 1988 | Police Academy 5: Assignment Miami Beach | Tony                                  |               |
| 1989 | The Feud                                 | Reverton                              |               |
| 1991 | The Lost Language of Cranes              | Geoffrey Lane                         |               |
| 1991 | Star Trek VI: The Undiscovered Country   | Coronel West                          | Sin acreditar |
| 1992 | The Player                               | René Auberjonois                      |               |
| 1993 | The Ballad of Little Jo                  | Straight Hollander                    |               |
| 1995 | Batman Forever                           | Dr. Burton                            |               |
| 1997 | Snide and Prejudice                      | Dr. Sam Cohen                         |               |
| 1997 | Los Locos: Posse Rides Again             | Presidente                            |               |
| 1999 | Inspector Gadget                         | Dr. Artemus Bradford                  |               |
| 2000 | The Patriot                              | Reverendo Oliver                      |               |
| 2000 | We All Fall Down                         | Tim                                   |               |
| 2001 | Burning Down the House                   | Pierre                                |               |
| 2001 | The Princess Diaries                     | Voz de Philippe Renaldi               | Sin acreditar |
| 2004 | Eulogy                                   | Parson Banke                          |               |
| 2015 | This Is Happening                        | Cal Plotz                             |               |
| 2016 | Certain Women                            | Albert                                |               |
| 2016 | Blood Stripe                             | Art                                   |               |
| 2019 | The Circuit                              |                                       |               |
| 2019 | Windows on the World                     | Maury                                 |               |
| 2019 | Raising Buchanan                         | Presidente James Buchanan             |               |
| 2019 | First Cow                                | Hombre con Cuervo                     |               |
| TBA  | Cortex                                   | Parks                                 | Rol final     |

| Año       | Título                                      | Rol                                           | Notas                                                                           |
| --------- | ------------------------------------------- | --------------------------------------------- | ------------------------------------------------------------------------------- |
| 1966      | NET Playhouse                               | Ofoeti                                        | Episodio: "Ofoeti"                                                              |
| 1971      | The Mod Squad                               | Nelson/Endicott Faraday                       | Episodio: "We Spy"                                                              |
| 1971      | McMillan & Wife                             | Andre Stryker                                 | Episodio: "Once Upon a Dead Man"                                                |
| 1971      | The Birdmen (a.k.a. Escape of the Birdmen)  | Halden Brevik / Olav Volda                    | Film para TV                                                                    |
| 1971      | Night Gallery                               | William Sharsted                              | Episodio: "Camera Obscura"                                                      |
| 1972      | NET Playhouse                               | George Washington                             | Episodio: "Portrait of the Hero as a Young Man"                                 |
| 1973      | Love, American Style                        | George                                        | Episodio: "Love and the Spaced-Out Chick"                                       |
| 1973      | Conflict                                    | Monceau                                       | Episodio: "Incident at Vichy"                                                   |
| 1974      | Theatre in America                          | Edgar                                         | Episodio: "King Lear"                                                           |
| 1974      | Ben Franklin in Paris                       | Rey Luis XVI                                  | Episodio: "The Ambassador"                                                      |
| 1975      | Harry O                                     | Rabbit                                        | Episodio: "Anatomy of a Frame"                                                  |
| 1975      | The Jeffersons                              | Inspector Keller                              | Episodio: "Harry and Daphne"                                                    |
| 1975      | The Bob Newhart Show                        | Dr. Alan Durocher                             | Episodio: "Shrinks Across the Sea"                                              |
| 1976      | Baa Baa Black Sheep                         | Matthew Hooper                                | Episodio: "Small War"                                                           |
| 1976-1977 | Rhoda                                       | Dr. John Fox                                  | 2 episodios                                                                     |
| 1977      | The Bionic Woman                            | Pierre Lambert                                | Episodio: "The DeJon Caper"                                                     |
| 1977      | Man From Atlantis                           | Havergal                                      | Episodio: "Crystal Water, Sudden Death"                                         |
| 1979      | The Rockford Files                          | Masters                                       | Episodio: "With the French Heel Back, Can the Nehru Jacket Be Far Behind?"      |
| 1979      | Family                                      | Alvin                                         | Episodio: "Ballerina"                                                           |
| 1979      | Wonder Woman                                | James Kimball                                 | Episodio: "Spaced Out"                                                          |
| 1979      | CBS Library                                 | Ichabod Crane                                 | Episodio: "Once Upon A Midnight Scary" (segmento "The Legend Of Sleepy Hollow") |
| 1979      | Charlie's Angels                            | Freddie Fortune                               | Episodio: "Angels on Skates"                                                    |
| 1979      | Mrs. Columbo                                | Monsieur Gerard                               | Episodio: "Word Games"                                                          |
| 1979      | Hart to Hart                                | Donald Springfield                            | Episodio: "Max in Love"                                                         |
| 1979–1980 | The Wild Wild West Revisited                | Capitán Sir David Edney                       | Film para TV                                                                    |
| 1980      | Tenspeed and Brown Shoe                     | Marty Boxx                                    | Episodio: "Untitled"                                                            |
| 1980–1986 | Benson                                      | Clayton Endicott III                          | 135 episodios                                                                   |
| 1986      | Blacke's Magic                              | Arthur Pym                                    | Episodio: "Wax Poetic"                                                          |
| 1987–1988 | Murder, She Wrote                           | Profesor Harry Papasian/ Capitán Walker Thorn | 2 episodios                                                                     |
| 1988      | L.A. Law                                    | Kevin Richardson                              | Episodio: "The Son Also Rises"                                                  |
| 1989      | A Connecticut Yankee in King Arthur's Court | Merlin                                        | Film para TV                                                                    |
| 1992      | Eerie, Indiana                              | The Donald                                    | Episodio: "Zombies in P.J.s."                                                   |
| 1993–1999 | Star Trek: Deep Space Nine                  | Odo                                           | 173 episodios                                                                   |
| 1998      | The Outer Limits                            | Dlavan                                        | Episodio: "Promised Land"                                                       |
| 1998      | The Sally Hemmings Movie                    |                                               |                                                                                 |
| 1999      | Chicago Hope                                | Dr. Walter Perry                              | Episodio: "Oh What a Piece of Work Is Man"                                      |
| 2000      | Stargate SG-1                               | Alar                                          | Episodio: "The Other Side"                                                      |
| 2000      | The Practice                                | Juez F. Mantz                                 | 2 episodios                                                                     |
| 2001      | Frasier                                     | Profesor William Tewksbury                    | 2 episodios                                                                     |
| 2001      | Nash Bridges                                | Hagen Bridges                                 | Episodio: "The Partner"                                                         |
| 2002      | Star Trek: Enterprise                       | Ezral                                         | Episodio: "Oasis"                                                               |
| 2004–2008 | Boston Legal                                | Paul Lewiston                                 | 71 episodios                                                                    |
| 2010      | It's Always Sunny in Philadelphia           | Dr. Larry Meyers                              | Episodio: "The Gang Gets A New Member"                                          |
| 2010–2014 | Warehouse 13                                | Hugo Miller                                   | 4 episodios                                                                     |
| 2011      | Criminal Minds                              | Coronel Ron Massey                            | Episodio: "Self-Fulfilling Prophecy"                                            |
| 2012      | Grey's Anatomy                              | Neil Sheridan                                 | Episodio: "Support System"                                                      |
| 2012      | NCIS                                        | Dr. Felix Blackwell                           | Episodio: "Phoenix"                                                             |
| 2013      | 1600 Penn                                   | Winslow Hannum                                | 2 episodios                                                                     |
| 2013      | The Good Wife                               | Investigador Forense Claypool                 | Episodio: "Invitation to an Inquest"                                            |
| 2015      | The Librarians                              | Bibliotecario del pueblo                      | Episodio: "And the Fables of Doom"                                              |
| 2016      | Madam Secretary                             | Walter Nowack                                 | 4 episodios                                                                     |

### Animación
| Año  | Título                                             | Rol              | Notas           |
| ---- | -------------------------------------------------- | ---------------- | --------------- |
| 1982 | The Last Unicorn                                   | La Calavera      |                 |
| 1989 | The Little Mermaid                                 | Chef Louis       |                 |
| 1992 | Little Nemo: Adventures in Slumberland             | Profesor Genius  |                 |
| 1997 | Cats Don't Dance                                   | Flanigan         |                 |
| 2000 | The Little Mermaid II: Return to the Sea           | Chef Louis       | Directo a video |
| 2000 | An American Tail: The Treasure of Manhattan Island | Dithering        | Directo a video |
| 2000 | Joseph: King of Dreams                             | Mayordomo        | Directo a video |
| 2002 | The Cat Returns                                    | Natori           |                 |
| 2002 | Tarzan & Jane                                      | Renard Dumont    | Directo a video |
| 2005 | Geppetto's Secret                                  | Sr. Sneap        |                 |
| 2005 | Stewie Griffin: The Untold Story                   | Odo              | Directo a video |
| 2007 | Chill Out, Scooby-Doo!                             | Alphonse LaFleur | Directo a video |
| 2014 | Planes: Fire & Rescue                              | André            |                 |

| Año       | Título                                            | Rol                                                  | Notas                                         |
| --------- | ------------------------------------------------- | ---------------------------------------------------- | --------------------------------------------- |
| 1981      | The Smurfs                                        | Varios                                               |                                               |
| 1984      | Super Friends: The Legendary Super Powers Show    | DeSaad                                               | Episodio: "Darkseid's Golden Trap"            |
| 1984      | Challenge of the GoBots                           | Dr. Zebediah Braxis                                  | 3 episodios                                   |
| 1985      | The Super Powers Team: Galactic Guardians         | Desaad                                               | 6 episodios                                   |
| 1986      | Wildfire                                          | Alvinar                                              | 6 episodios                                   |
| 1987      | The New Adventures of Jonny Quest                 | Varios                                               | 13 episodios                                  |
| 1987      | Snorks                                            | Dr. Strangesnork / Voces adicionales                 | 42 episodios                                  |
| 1987      | Pound Puppies                                     | Poodle/Pierre                                        | 2 episodios                                   |
| 1988      | DuckTales                                         | Dr. Nogood                                           | Episodio: "Double-O Duck"                     |
| 1988      | The Completely Mental Misadventures of Ed Grimley | Varios                                               | 13 episodios                                  |
| 1988      | Superman                                          | General Zod                                          | Episodio: "The Hunter"                        |
| 1992      | Batman: The Animated Series                       | Dr. March                                            | 2 episodios                                   |
| 1991–1993 | The Pirates of Dark Water                         | Kangent                                              | 16 episodios                                  |
| 1992      | Teenage Mutant Ninja Turtles                      | Profesor Chumley                                     | Episodio: "Super Irma"                        |
| 1993      | Bonkers                                           | Winston Prickley                                     | Episodio: "Love Stuck"                        |
| 1994      | Rugrats                                           | Jonathan Kraskell                                    | Episodio: "Mommy's Little Assets"             |
| 1994      | Aladdin                                           | Nefir Hasenuf                                        | 3 episodios                                   |
| 1996      | The Great War and the Shaping of the 20th Century | Jean Jaurès / Mustafa Kemal Atatürk                  | 3 episodios                                   |
| 1995–1996 | The Savage Dragon                                 | Horde                                                | 3 episodios                                   |
| 1996      | Richie Rich                                       | Richard Rich, Chef Pierre, Profesor Keenbean         | 13 episodios                                  |
| 1997      | Captain Simian & the Space Monkeys                | Jardinero / Alien Gladioluses                        | Episodio: "Escape from the Plant of the Apes" |
| 1997      | Extreme Ghostbusters                              | Profesor de Secundaria                               | Episodio: "Fallout"                           |
| 1999      | Men in Black: The Series                          | Quin'toon                                            | Episodio: "The Lost Continent Syndrome"       |
| 1999      | Xyber 9: New Dawn                                 | Xyber 9                                              | 22 episodios                                  |
| 2000      | The Wild Thornberrys                              | Merrick Dash                                         | Episodio: "Happy Old Year"                    |
| 2001–2002 | The Legend of Tarzan                              | Renard Dumont                                        | 12 episodios                                  |
| 2001–2002 | Max Steel                                         | Dr. David Klimo / Bio-Constrictor Conductor del tren | 3 episodios                                   |
| 2001      | House of Mouse                                    | Chef Louis                                           | Episodio: "Goofy's Menu Magic"                |
| 2001–2004 | Justice League                                    | Kanjar Ro, Galius Zed, DeSaad                        | 3 episodios                                   |
| 2003      | The Mummy                                         | Scarab                                               | 2 episodios                                   |
| 2003      | Xiaolin Showdown                                  | Master Fung                                          |                                               |
| 2005      | Avatar: The Last Airbender                        | Gan Jin Leader, Macánico                             | 4 episodios                                   |
| 2005      | Duck Dodgers                                      | McChirpy                                             | Episodio: "Bonafide Heroes"                   |
| 2009      | Random! Cartoons                                  | Hornswiggle                                          | Episodio: Hornswiggle                         |
| 2010      | The Cartoonstitute                                | Le Door                                              | Episodio: Le Door                             |
| 2010      | Archer                                            | Manfred / Cardenal Giancarlo Corelli                 | 3 episodios                                   |
| 2010      | Young Justice                                     | Mark Desmond / Blockbuster                           | 2 episodios                                   |
| 2011–2012 | The Looney Tunes Show                             | Pepé Le Pew                                          | 3 episodios                                   |
| 2012–2014 | Ben 10: Omniverse                                 | Azmuth, Oficial de Seguriad de Galvan                | 6 episodios                                   |
| 2010–2013 | Pound Puppies                                     | Leonard McLiesh                                      | 49 episodios                                  |
| 2014      | Wander Over Yonder                                | Maurice                                              | Episodio: "The Lonely Planet"                 |
| 2015      | Buddy: Tech Detective                             | Gramps                                               | Film para TV                                  |
| 2015      | Avengers Assemble                                 | Ebony Maw, Líder Mundial #1                          | 2 episodios                                   |
| 2019      | The Tom and Jerry Show                            | Mayordomo                                            | Episodio: "Battle of the Butlers"             |
| 2022      | Star Trek: Prodigy                                | Odo                                                  | Episodio: "Kobayashi" Archivos de voz         |

### Videojuegos
| Año  | Título                                                     | Rol                       | Notas                     |
| ---- | ---------------------------------------------------------- | ------------------------- | ------------------------- |
| 1996 | Star Trek: Deep Space Nine: Harbinger                      | Odo                       |                           |
| 1999 | Gabriel Knight 3: Blood of the Sacred, Blood of the Damned | Conductor de taxi / Bigot |                           |
| 1999 | Star Trek: Deep Space Nine: The Fallen                     | Odo                       |                           |
| 2000 | Legacy of Kain: Soul Reaver 2                              | Janos Audron              |                           |
| 2000 | Legacy of Kain: Blood Omen 2                               | Janos Audron              |                           |
| 2002 | Command & Conquer: Renegade                                | Dr. Ignatio Mobius        |                           |
| 2002 | New Legends                                                | Topo / Kang               |                           |
| 2003 | Legacy of Kain: Defiance                                   | Janos Audron              |                           |
| 2009 | Uncharted 2: Among Thieves                                 | Karl Schäfer              |                           |
| 2010 | Fallout: New Vegas                                         | Robert House              |                           |
| 2011 | Uncharted 3: Drake's Deception                             | Karl Schäfer              |                           |
| 2013 | Ben 10: Omniverse 2                                        | Azmuth                    |                           |
| 2015 | Skylanders: SuperChargers                                  | Pomfrey Lefuzzbutton      |                           |
| 2018 | Star Trek Online                                           | Odo                       | Expansión Victory is Life |